# Янссон, Хельге
Хельге Александр Янссон (швед. Helge Alexander Jansson; 1 июня 1904, Экшё, Йёнчёпинг — 17 октября 1989, Гётеборг) — шведский легкоатлет, специалист по прыжкам в высоту и многоборьям. Выступал за сборную Швеции по лёгкой атлетике в 1920-х годах, многократный победитель и призёр первенств национального значения, участник двух летних Олимпийских игр.

## Биография
Хельге Янссон родился 1 июня 1904 года в Экшё.
Занимался лёгкой атлетикой в местном спортивном клубе Eksjö GIK, а также в Гётеборге в клубе Göteborgs Polismäns IF.
Первого серьёзного успеха как спортсмен добился в сезоне 1924 года, когда на чемпионате Швеции одержал победу в прыжках в высоту, установив при этом национальный рекорд — 1,88 метра. Кроме того, стал серебряным призёром в программе десятиборья, уступив только Бертилю Фастену. По итогам чемпионата вошёл в состав шведской национальной сборной и удостоился права защищать честь страны на летних Олимпийских играх в Париже. В прыжках в высоту с результатом в 1,85 метра занял шестое место, тогда как в десятиборье набрал в сумме всех дисциплин 6656 очков и расположился итоговом протоколе соревнований на седьмой строке.
После парижской Олимпиады Янссон остался действующим спортсменом и продолжил принимать участие в различных соревнованиях по лёгкой атлетике. Так, в 1928 году он стал чемпионом Швеции в десятиборье и благополучно прошёл отбор на Олимпийские игры в Амстердаме — на сей раз показал шестой результат в десятиборье, набрав в сумме 7286 очков.
В 1930 году добавил в послужной список ещё одну золотую медаль, выигранную на чемпионате Швеции в десятиборье.
Завершив спортивную карьеру, служил в полиции, занимал должность сержанта уголовного розыска.
Умер 17 октября 1989 года в Гётеборге в возрасте 85 лет.